# Петър Ачков
Петър Николов Ачков е български юрист, общественик, деец на Македонските братства.

## Биография
Петър Ачков е роден на 22 юни 1893 година в град Прилеп. В 1915 година завършва право в Софийския университет.
На 8 юни 1924 година е избран за касиер в настоятелството на Прилепското благотворително братство.
През януари 1926 година е избран за член на Националния комитет на македонските братства.